# نوروود، شهرستان آلبیمارل، ویرجینیا
نوروود (به انگلیسی: Norwood) یک منطقهٔ مسکونی در ایالات متحده آمریکا است که در شهرستان البمارل، ویرجینیا واقع شده‌است.